# Freás de Eiras (municipio)
Freás de Eiras fue un municipio español de la provincia de Orense. Acabó fusionándose con el de Villameá de Ramiranes para formar el de Ramiranes.

## Historia
Hacia mediados del siglo XIX, el municipio, que incluía en su término las parroquias de Casardeita, Escudeiros, Freás de Eiras y Paizás, tenía contabilizada una población de 2750 habitantes. Aparece descrito en el octavo volumen del Diccionario geográfico-estadístico-histórico de España y sus posesiones de Ultramar de Pascual Madoz con las siguientes palabras:

FREAS DE EIRAS: ayunt. en la prov. y dióc. de Orense (3 1/2 leg.), part. jud. de Celanova (1). sit. á la izq. del r. Arnoya, con libre ventilacion y clima bastante sano. Comprende las felig. de Casardeita, Santiago; Escudeiros, San Juan; Freas de Eiras, Sta. Maria (cap.), y Paizás, San Salvador. Confina el térm. municipal por N. con el de Cartelle; por E. con el de Villanueva de los Infantes; por S. con el de Acebedo, y por O. con el de Gomesende. Le cruza por la parte del N. el r. Arnoya, que recibe las aguas del r. Tuño, que viene por el lado del S. El terreno participa de monte y llano, abunda en fuentes, y es bastante fértil. En el monte de la felig. de San Juan de Escudeiros se cree que hay mineral de plata. Los caminos son vecinales y en mediano estado, cruzando tambien por el térm. el que desde Celanova conduce á los ayuntamientos inmediatos. El correo se recibe de dicha villa por balijero. prod. trigo, maiz, centeno, castañas, habas, patatas lino, hortaliza, frutas y vino de inferior calidad; hay ganado vacuno, de cerda, caballar, mular, lanar y cabrio, alguna caza y pesca de varias especies. pobl.: 550 vec., 2,750 alm. contr.: 19,613 rs.
(Madoz, 1847, p. 170)

El municipio de Freás de Eiras desapareció de cara al censo de 1930 y el término se fusionó con el de Villameá de Ramiranes para formar el de Ramiranes.